# گلیز ۲۲
گلیز ۲۲ یک ستاره است که در صورت فلکی ذات‌الکرسی قرار دارد.